# Драгомирецкий, Анатолий Михайлович
Анатолий Михайлович Драгомирецкий (укр. Анатолій Михайлович Драгомирецький; 18 марта 1941, Львов, УССР — 28 апреля 2011, Киев, Украина) — украинский поэт, журналист, автор более сотни популярных песен, трёх поэтических сборников.

## Биография
Родился во Львовской области, переехал в Ужгород когда отца назначили главным бухгалтером молокозавода. Там окончил школу и филологический факультет Ужгородского университета в 1965 году. После обучения был направлен на Буковину учителем немецкого языка, в село Порубное. После обретения популярности песни «Глаза васильковые» был приглашён журналистом в газету «Молодёжь Украины». Работал учителем в Черновицкой области, затем — журналистом.
Жил и работал в Киеве.
Скончался 28 апреля 2011 года в Киеве. Похоронен в Ужгороде, на кладбище Кальвария, рядом с могилой родителей.

## Творчество
Автор нескольких десятков популярных песен, трёх поэтических сборников. На стихи поэта многими известными композиторами созданы песни, которые исполняют популярные певцы и певицы Украины.

## Избранные произведения (тексты песен)
- «Золотоволоска» (музыка В. Ивасюк),
- «Очі волошкові» (муз. С. Сабадаш) — испол. Дмитро Гнатюк,
- «Жива вода» (муз. Л. Дутковский),
- «Горицвіт» (муз. Н. Мозговой),
- «Закарпаття моє» (муз. И. Попович),
- «Василина» (муз. И. Попович),
- «Хлопці кучеряві» (муз. Р. Бабич),
- «Дівчинонька-вивірка» (муз. И. Попович) — испол. Иван Попович,
- «Червоні роси» (муз. И. Попович),
- «Ой Іване» (В.Толмачёв) — испол. Тамара Миансарова
- «Вікна» (муз. Л. Дутковского) — испол. ВИА «Смерічка»
- «Гей, Васильку» (муз. С. Сабадаш) — испол. Лидия Михайленко,
- «Гей, тумани» (муз. К. Мяскова) — испол. Анатолий Мокренко
- «Гори, моя ватро» (муз. Ю. Клока) — испол. Иван Мацялко
- «Зависока мила» (муз. В. Шабашевича) — испол. ансамбль «Марічка»
- «Завія» (муз. В. Тарамана) — испол. Татьяна Кочергина
- «Люблю тебе» (муз. Р. Бабич) — испол. Владимир Удовиченко
- «Мамо, які в мене очі» (муз. К. Мяскова) — испол. Владимир Турец
- «Посміхнувся ти» (муз. Л. Дутковсього) — испол. ВИА «Гуцулочки»
- «Стоять тополі» (муз. Н. Андриевской) — испол. Константин Огневой
- «Суниці» (муз. П. Дворского) — Инесса Братущик и ВИА «Мальви»
- «Чарівниця» (муз. М. Степаненко) — Владимир Луцив